# Liste des lieux patrimoniaux de Chatham-Kent
Cet article recense les lieux patrimoniaux de Chatham-Kent inscrits au répertoire des lieux patrimoniaux du Canada, qu'ils soient de niveau provincial, fédéral ou municipal.

## Liste
| [ 1 ] | Lieu patrimonial                   | Illustration                       | Adresse                                           | Coordonnées      | No    | Constr. | Prot.                                | Rec. | Notes |
| ----- | ---------------------------------- | ---------------------------------- | ------------------------------------------------- | ---------------- | ----- | ------- | ------------------------------------ | ---- | ----- |
| F     | Édifice du Gouvernement du Canada  | Téléverser                         | 120 Wellington Street (formerly 10 Centre Street) | 42.4038 -82.1841 | 13467 | 1957    | Recognized Federal Heritage Building | 2007 |       |
| F     | Établissement Buxton               | Établissement Buxton               | 7th Concession, Dillon and Drake Roads            | 42.2667 -82.1833 | 1206  |         | National Historic Site of Canada     | 1998 |       |
| F     | Fairfield sur la Thames            | Fairfield sur la Thames            |                                                   | 42.632 -81.8696  | 15726 | 1792    | National Historic Site of Canada     | 1945 |       |
| F     | Gare du Canadien National/VIA Rail | Gare du Canadien National/VIA Rail | Queen & William Streets                           | 42.397 -82.179   | 4584  | 1879    | Heritage Railway Station             | 1995 |       |
| P     | Uncle Tom's Cabin - Harris House   | Uncle Tom's Cabin - Harris House   | 29251, Uncle Tom's Road                           | 42.585 -82.1958  | 8199  |         | Ontario Heritage Foundation Property | 2005 |       |
| P     | Uncle Tom's Cabin - Henson House   | Uncle Tom's Cabin - Henson House   | 29251, Uncle Tom's Road                           | 42.5856 -82.1958 | 8200  |         | Ontario Heritage Foundation Property | 2005 |       |
| P     | Uncle Tom's Cabin - Pioneer Church | Uncle Tom's Cabin - Pioneer Church | 29251, Uncle Tom's Road                           | 42.5854 -82.196  | 8198  |         | Ontario Heritage Foundation Property | 2005 |       |